# Hagelstein

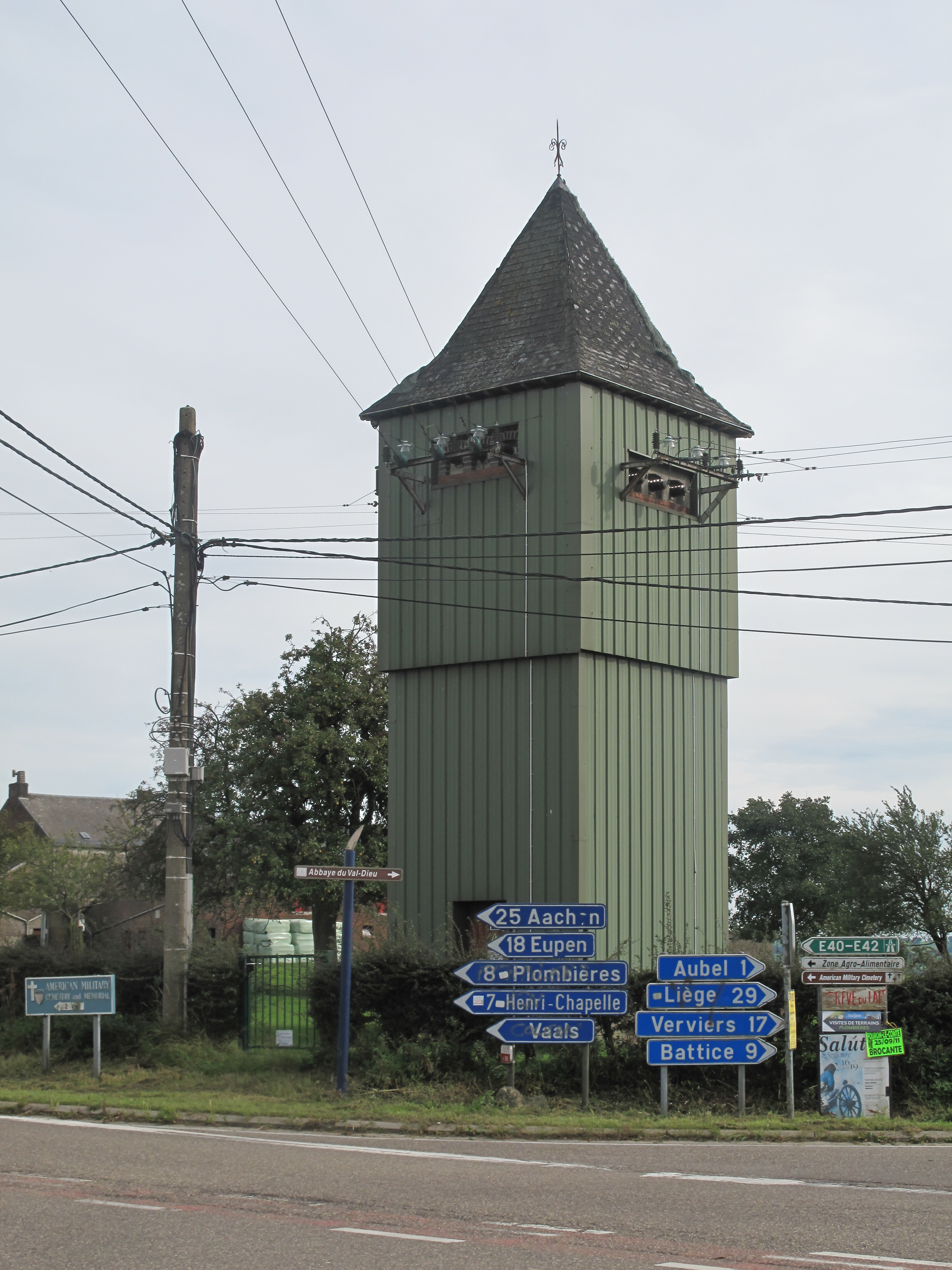
Elektriciteitsmast in Hagelstein

Hagelstein is een gehucht dat behoort tot de gemeente Voeren in de Belgische provincie Limburg, en Aubel in de provincie Luik. Het gehucht Hagelstein strekte zich uit over grondgebied van de voormalige gemeenten en huidige deelgemeenten Sint-Martens-Voeren en Remersdaal en de gemeente Aubel.
Hagelstein ligt op het waterscheidingspunt tussen de stroomgebieden van de Voer (noordwesten), Gulp (noordoosten), Bel en Berwijn (zuiden). De grens tussen de provincies Limburg en Luik volgt hier de noordelijke waterscheiding van de Berwijn en loopt eveneens door het gehucht. Deze grens komt tevens overeen met die tussen het Vlaams en het Waals gewest, de taalgrens. De N608 volgt deze waterscheiding eveneens en loopt ook door het dorp. De N648 in noordelijke richting loopt op de waterscheiding tussen Voer en Gulp en kruist de N608 bij Hagelstein.

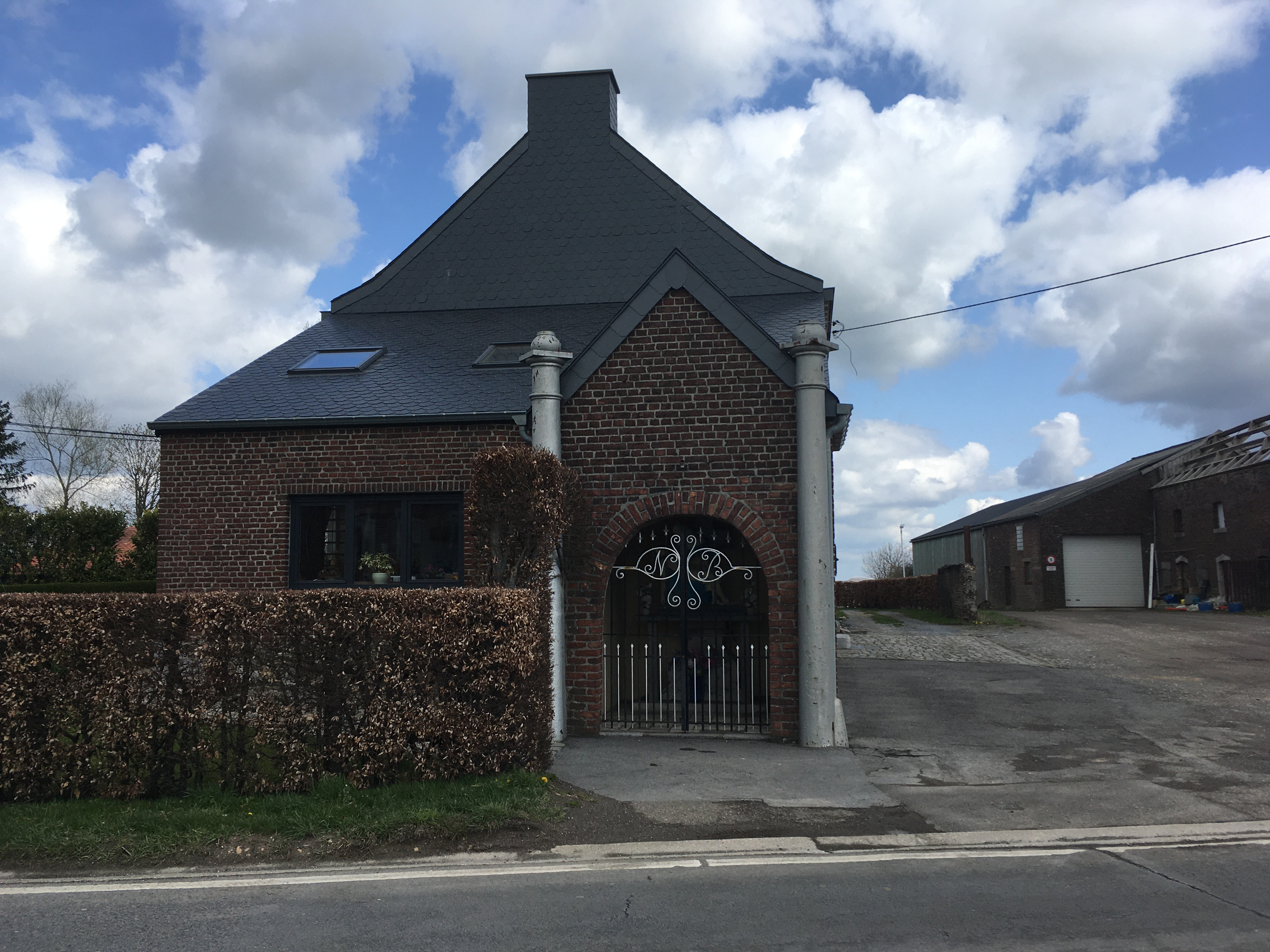
Hoeve met Mariakapel in Hagelstein

Het gehucht bestaat uit enkele huizen en ligt op een hoogte van zo'n 280 meter. Het ligt tussen de twee hoogste punten van Voeren en tevens van Vlaanderen: Stroevenbos en Reesberg, die beide op 287,5 meter hoogte liggen. In Hagelstein bevindt zich een Mariakapel.
In de 15de eeuw wordt er een hoeve vermeld die rond 1600 in bezit kwam van de familie Alaerts. Vanaf 1656 tot circa 1800 worden er andere eigenaren genoemd. In de 21e eeuw zijn er geen duidelijke sporen meer van de hoeve in het gehucht Hagelstein.

## Nabijgelegen kernen
Neufchâteau, Aubel, Remersdaal, De Plank, Hombourg, Henri-Chapelle
Deelgemeenten: 's-Gravenvoeren · Moelingen · Remersdaal · Sint-Martens-Voeren · Sint-Pieters-Voeren · Teuven

Overige kernen: Berg · Drink · Gieveld · Hagelstein · Ketten · Knap · Krindaal · Nurop · Obsinnich · Peerds · De Plank · Reesberg · Rullen · Schilberg · Schophem · Schoppemerheide · Sinnich · Snauwenberg · Stroevenbos · Swaan · Ulvend · Veld · Veurs

Belgische gemeenten · Arrondissement Tongeren · Limburg · Vlaanderen